# DDR-Meisterschaften im Schwimmen 1980

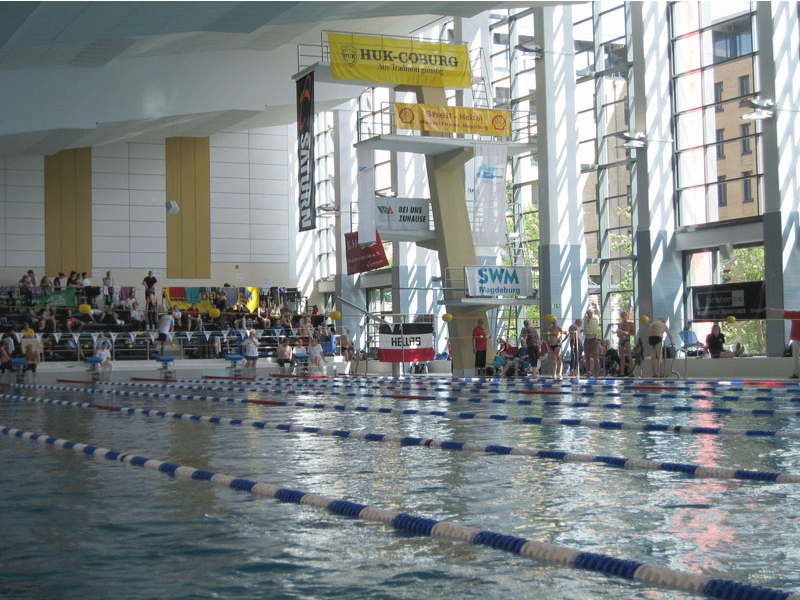
Austragungsort der DDR-Meisterschaften im Schwimmen 1980

Die DDR-Meisterschaften im Schwimmen wurden 1980 zum 31. Mal ausgetragen und fanden vom 24. bis 27. Mai in der Magdeburger Elbeschwimmhalle statt. Auf 29 Strecken (15 Herren/14 Damen) wurden die Meister ermittelt. Mit sieben Titeln war der SC Dynamo Berlin die erfolgreichste Mannschaft und Jörg Walter vom SC Turbine Erfurt, der vier Titel gewann, der erfolgreichste Sportler dieser Meisterschaft.
Sportliche Höhepunkte der Meisterschaft waren die Weltrekorde von Ute Geweniger über 100 Meter Brust und von Petra Schneider über 200 bzw. 400 Meter Lagen sowie der Europarekord von Jörg Woithe über 100 Meter Freistil. Für neue DDR-Rekorde bei den Herren sorgten Jörg Woithe über 200 Meter Freistil, Rainer Strohbach über 400, 800 und 1500 Meter Freistil sowie Jörg Walter über 200 Meter Brust und über 400 Meter Lagen. Bei den Damen sorgte Bettina Löbel über 200 Meter Brust für einen neuen DDR-Rekord.

## Herren
| Wettbewerb          | Gold                                                                    | Gold         | Silber                                                                | Silber       | Bronze                                                                                | Bronze       |
| 100 m Freistil      | Jörg Woithe SC Dynamo Berlin                                            | 50,55 s      | Knut Bludau SC Dynamo Berlin                                          | 53,05 s      | Frank Kühne SC DHfK Leipzig                                                           | 53,31 s      |
| 200 m Freistil      | Jörg Woithe SC Dynamo Berlin                                            | 1:51,80 min  | Detlev Grabs SC Dynamo Berlin                                         | 1:52,79 min  | Rainer Strohbach TSC Berlin                                                           | 1:53,84 min  |
| 400 m Freistil      | Rainer Strohbach TSC Berlin                                             | 3:56,02 min  | Ralf Recke SC Empor Rostock                                           | 3:57,84 min  | Frank Pfütze SC Dynamo Berlin                                                         | 3:59,70 min  |
| 1500 m Freistil0    | Rainer Strohbach TSC Berlin                                             | 15:28,55 min | Karsten Matthes SC DHfK Leipzig                                       | 15:58,70 min | Karsten Drobny SC Chemie Halle                                                        | 16:04,85 min |
| 100 m Brust         | Jörg Walter SC Turbine Erfurt                                           | 1:04,87 min  | Gunnar Quaas SC DHfK Leipzig                                          | 1:06,42 min  | Sigurd Hanke SC Turbine Erfurt                                                        | 1:06,72 min  |
| 200 m Brust         | Jörg Walter SC Turbine Erfurt                                           | 2:19,91 min  | Sigurd Hanke SC Turbine Erfurt                                        | 2:25,07 min  | Gunnar Quaas SC DHfK Leipzig                                                          | 2:27,08 min  |
| 100 m Schmetterling | Roger Pyttel SC DHfK Leipzig                                            | 55,32 s      | Thomas Ackenhausen SC Magdeburg                                       | 56,56 s      | Olaf Ziesche SC Dynamo Berlin                                                         | 56,92 s      |
| 200 m Schmetterling | Roger Pyttel SC DHfK Leipzig                                            | 2:01,39 min  | Torsten Karl SC Turbine Erfurt                                        | 2:03,65 min  | Thomas Ackenhausen SC Magdeburg                                                       | 2:03,98 min  |
| 100 m Rücken        | Dietmar Göhring SC DHfK Leipzig                                         | 58,32 s      | Jörg Stingl SC Karl-Marx-Stadt                                        | 58,45 s      | Dirk Richter SC Einheit Dresden                                                       | 58,92 s      |
| 200 m Rücken        | Jörg Stingl SC Karl-Marx-Stadt                                          | 2:04,07 min  | Frank Baltrusch SC Magdeburg                                          | 2:06,59 min  | Michael Schmidt ASK Vorwärts Potsdam                                                  | 2:08,30 min  |
| 200 m Lagen         | Jörg Walter SC Turbine Erfurt                                           | 2:07,40 min  | Uwe Müller SC Dynamo Berlin                                           | 2:10,90 min  | Jens-Peter Berndt ASK Vorwärts Potsdam                                                | 2:10,98 min  |
| 400 m Lagen         | Jörg Walter SC Turbine Erfurt                                           | 4:28,30 min  | Uwe Müller SC Dynamo Berlin                                           | 4:35,14 min  | Andreas Peikert ASK Vorwärts Potsdam                                                  | 4:41,22 min  |
| 4 × 100 m Freistil  | SC Dynamo Berlin I Knut Bludau Peter Schneider Detlev Grabs Jörg Woithe | 3:28,56 min  | SC DHfK Leipzig Roger Pyttel Frank Kühne Schumann Torsten Wolf        | 3:31,83 min  | SC Dynamo Berlin II Olaf Ziesche Antonin Speer Frank Pfütze Meinus                    | 3:37,42 min  |
| 4 × 200 m Freistil  | SC Dynamo Berlin Wiedemann Knut Bludau Frank Pfütze Detlev Grabs        | 7:43,92 min  | SC DHfK Leipzig Frank Kühne Roger Pyttel Schumann Jens Gregor         | 7:44,82 min  | ASK Vorwärts Potsdam Jürgen Kroboth Andreas Peikert Jens-Peter Berndt Michael Schmidt | 7:55,26 min  |
| 4 × 100 m Lagen     | SC DHfK Leipzig Dietmar Göhring Gunnar Quaas Roger Pyttel Frank Kühne   | 3:53,26 min  | SC Turbine Erfurt Sigurd Hanke Jörg Walter Torsten Karl Jörn Heckroth | 3:56,11 min  | SC Dynamo Berlin Uwe Müller Ralf Buttgereit Antonin Speer Knut Bludau                 | 4:01,18 min  |

1. ↑  Rainer Strohbach stellte bei der 800-m-Zwischenzeit in 8:10,60 einen neuen DDR-Rekord auf.
2. ↑  Jörg Walter stellte bereits im Vorlauf mit 2:21,66 einen neuen DDR-Rekord auf.

## Damen
| Wettbewerb          | Gold                                                                       | Gold        | Silber                                                                   | Silber      | Bronze                                                                         | Bronze      |
| 100 m Freistil      | Caren Metschuck SC Empor Rostock                                           | 55,45 s     | Barbara Krause SC Dynamo Berlin                                          | 55,64 s     | Ines Diers SC Karl-Marx-Stadt                                                  | 56,18 s     |
| 200 m Freistil      | Barbara Krause SC Dynamo Berlin                                            | 1:59,14 min | Carmela Schmidt SC Chemie Halle                                          | 2:00,08 min | Ines Diers SC Karl-Marx-Stadt                                                  | 2:00,56 min |
| 400 m Freistil      | Petra Schneider SC Karl-Marx-Stadt                                         | 4:12,02 min | Ines Diers SC Karl-Marx-Stadt                                            | 4:12,94 min | Carmela Schmidt SC Chemie Halle                                                | 4:13,08 min |
| 800 m Freistil      | Ines Diers SC Karl-Marx-Stadt                                              | 8:37,79 min | Heike Dähne SC Karl-Marx-Stadt                                           | 8:43,56 min | Ines Geißler SC Karl-Marx-Stadt                                                | 8:46,25 min |
| 100 m Brust         | Ute Geweniger SC Karl-Marx-Stadt                                           | 1:10,20 min | Petra Schneider SC Karl-Marx-Stadt                                       | 1:11,37 min | Silvia Rinka ASK Vorwärts Potsdam                                              | 1:12,39 min |
| 200 m Brust         | Bettina Löbel SC Einheit Dresden                                           | 2:33,46 min | Silvia Rinka ASK Vorwärts Potsdam                                        | 2:36,07 min | Grit Slaby SC DHfK Leipzig                                                     | 2:39,26 min |
| 100 m Schmetterling | Andrea Pollack SC Dynamo Berlin                                            | 1:00,86 min | Caren Metschuck SC Empor Rostock                                         | 1:01,47 min | Christiane Knacke SC Dynamo Berlin                                             | 1:01,54 min |
| 200 m Schmetterling | Andrea Pollack SC Dynamo Berlin                                            | 2:10,57 min | Ines Geißler SC Karl-Marx-Stadt                                          | 2:10,95 min | Sybille Schönrock SC Chemie Halle                                              | 2:11,24 min |
| 100 m Rücken        | Rica Reinisch SC Einheit Dresden                                           | 1:02,11 min | Petra Riedel SC Magdeburg                                                | 1:02,60 min | Ina Kleber SC Turbine Erfurt                                                   | 1:02,96 min |
| 200 m Rücken        | Birgit Treiber SC Einheit Dresden                                          | 2:13,14 min | Cornelia Polit SC Chemie Halle                                           | 2:15,24 min | Petra Riedel SC Magdeburg                                                      | 2:15,90 min |
| 200 m Lagen         | Petra Schneider SC Karl-Marx-Stadt                                         | 2:13,00 min | Ute Geweniger SC Karl-Marx-Stadt                                         | 2:17,71 min | Grit Slaby SC DHfK Leipzig                                                     | 2:20,34 min |
| 400 m Lagen         | Petra Schneider SC Karl-Marx-Stadt                                         | 4:38,44 min | Ulrike Tauber SC Karl-Marx-Stadt                                         | 4:50,76 min | Ute Geweniger SC Karl-Marx-Stadt                                               | 4:52,10 min |
| 4 × 100 m Freistil  | SC Einheit Dresden Birgit Walde Rica Reinisch Daniela Beier Birgit Treiber | 3:51,66 min | SC Karl-Marx-Stadt Petra Schneider Ines Diers Wunderlich Ulrike Tauber   | 3:54,05 min | SC Dynamo Berlin Barbara Krause Andrea Mathyssek Birgit Meineke Andrea Pollack | 3:55,61 min |
| 4 × 100 m Lagen     | SC Einheit Dresden Rica Reinisch Bettina Löbel Birgit Walde Birgit Treiber | 4:13,34 min | SC Karl-Marx-Stadt Petra Schneider Ute Geweniger Ines Geißler Ines Diers | 4:15,58 min | SC Dynamo Berlin Birgit Meineke Dau Andrea Pollack Barbara Krause              | 4:16,60 min |

## Medaillenspiegel

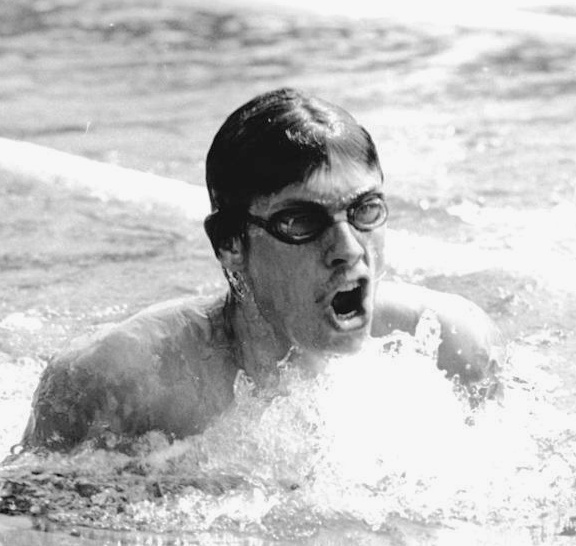
Jörg Walter gewann vier Titel (beide Brust und Lagenstrecken).

| Platz | Verein                        | Verein               | Gold | Silber | Bronze | Total |
| ----- | ----------------------------- | -------------------- | ---- | ------ | ------ | ----- |
| 01    | Logo vom SC Dynamo Berlin     | SC Dynamo Berlin     | 7    | 5      | 7      | 19    |
| 02    | Logo vom SC Karl-Marx-Stadt   | SC Karl-Marx-Stadt   | 6    | 9      | 4      | 19    |
| 03    | Logo vom SC Einheit Dresden   | SC Einheit Dresden   | 5    | –      | 1      | 06    |
| 04    |                               | SC DHfK Leipzig      | 4    | 4      | 4      | 12    |
| 05    | Logo vom SC Turbine Erfurt    | SC Turbine Erfurt    | 4    | 3      | 2      | 09    |
| 06    | Logo vom TSC Berlin           | TSC Berlin           | 2    | –      | 1      | 03    |
| 07    | Logo vom SC Empor Rostock     | SC Empor Rostock     | 1    | 2      | –      | 03    |
| 08    | Logo vom SC Magdeburg         | SC Magdeburg         | –    | 3      | 2      | 05    |
| 09    | Logo vom SC Chemie Halle      | SC Chemie Halle      | –    | 2      | 3      | 05    |
| 10    | Logo vom ASK Vorwärts Potsdam | ASK Vorwärts Potsdam | –    | 1      | 5      | 06    |
|       | Total                         | Total                | 29   | 29     | 29     | 87    |